# Johann Voldemar Jannsen
Johann Voldemar Jannsen (16. května 1819 – 13. června 1890) byl estonský básník a spisovatel, novinář a národní buditel, autor textu pozdější estonské hymny Mu isamaa, mu õnn ja rõõm.

## Počátky literární dráhy
Johann Voldemar Jannsen se narodil ve Vändře, kde po ukončení školy rovněž začal pracovat jako kantor, později jako kostelník a od roku 1838 jako školmistr farní školy. Roku 1850 se odstěhoval do Pärnu, kde byl do roku 1863 činný jako učitel obecní školy.
Jeho literární dráha začala překlady duchovních písní. Vydal tři sbírky, obsahující celkem 1003 písní s nápěvy, čímž vytvořil dodnes užívaný zlatý fond estonského duchovního zpěvu. Pro obveselení práce s pěveckým sborem začal psát i písňové texty světské, které pod názvem Eesti laulik („Estonský zpěvník“) vydal v roce 1860. Na poli prózy začal psát vesnické a historické příběhy.

## Pernovský kurýr
Roku 1857 začal Jannsen spolu s F. W. Bormem vydávat první estonský týdeník Perno Postimees ehk Näddalaleht ma- ja linnarahwale („Pernowský kurýr neboli Týdennjk pro lid wenkowský i městský“), předchůdce dnešního Pärnu Postimees, který vycházel v Pärnu v letech 1857–1886.
Jannsen se hned v prvním čísle jako jeden z prvních estonských vzdělanců přihlásil k estonské národnosti a rovněž začal místo dosavadního sebeoznačení Estonců maarahvas ("venkovský lid" nebo "zemský lid") užívat označení Eesti rahvas ("estonský lid"), odvozeného od názvu země. Věnoval také místo starým estonským lidovým písním a zvykům a upozorňoval na ně jako na důležitou součást a pramen estonské kultury.
Týdeník si brzy získal čtenáře po celém Estonsku, posiloval národní sebevědomí Estonců a zprostředkovával osvětu chudému venkovskému lidu.

## Národovecká činnost v Tartu
Jannsen redigoval Pernovského kurýra do roku 1863, kdy přesídlil do Tartu. Tam ovšem neprodleně začal s vydáváním nového estonského týdeníku Eesti Postimees („Estonský kurýr“), předchůdce dnešního deníku Postimees. Obsah Estonského kurýra byl podobný Pernovskému kurýrovi. Národní tón týdeníku byl umírněný, zaměřený na kulturní sebevědomí a bez politických ambicí, což ovšem kritizovala čím dál tím větší část národovců.
Roku 1865 založil Jannsen v Tartu kulturní spolek Vanemuine, který se zpočátku věnoval především sborovému zpěvu a pořádání osvětových besed lokálního významu. V roce 1869 ovšem spolek uspořádal První estonskou všeobecnou pěveckou slavnost (Esimene eesti üldlaulupidu), která založila následnou tradici pěveckých slavností, jež budovaly sebevědomí národa. K této příležitosti Jannsen vydal sborník písní Eestirahwa 50-aastase Jubelipiddo-Laulud („Pjsně k 50leté slawnosti národa estonského“), který obsahoval mimo jiné píseň Mu isamaa, mu õnn ja rõõm, jež se později s melodií finského skladatele Fredrika Paciuse stala estonskou národní hymnou.
V témže roce 1869 Jannsen začal jako přílohu Estonského kurýra vydávat Eesti Põllomees („Estonský rolnjk“), první estonský zemědělský časopis, jehož redakci z velké části převzala Jannsenova dcera Lydia Koidula. Roku 1870 pak následovalo založení Tarbatské společnosti estonských rolníků (Tartu Eesti Põllumeeste Selts).
Se spolkem Vanemuine se Jannsen začal věnovat též estonskému divadlu. Roku 1870 spolek inscenoval první divadelní hru v estonštině, což bývá považováno za počátek estonského divadla i založení dodnes činného divadla Vanemuine v Tartu.
Tarbatský dům rodiny Jannsenovy byl v těchto letech střediskem estonské obrozenecké činnosti a místem schůzek národovců. Přes názorové rozpory navštěvovali Jannsena Carl Robert Jakobson a Jakob Hurt, mezi hosty patřili též obrozenci finští a maďarští.

## Konec života
V sedmdesátých letech se prohlubovaly spory mezi starší, umírněnou generací estonských obrozenců, jejímž hlavním představitelem Jannsen byl, a generací mladší, která volala po radikálnějším úsilí o národní nezávislost. Od roku 1871 odmítal Jannsen publikovat Jakobsonovy texty v Estonském kurýru, musel však přihlížet, jak se mladší obrozenci stále výrazněji přiklánějí k Jakobsonovi.
Za odmítavý přístup k radikálům byl Estonský kurýr podporován
baltoněmeckou šlechtou, která tehdy Estonsku fakticky vládla. Jannsen se tuto podporu snažil udržet v tajnosti. Konečné důkazy o ní byly sice objeveny v archívech až v polovině 20. století, ale podezření se objevilo už v 70. letech 19. století a výrazně snížilo Jannsenovu popularitu.
Přibývající neúspěchy se začaly podepisovat i na slábnoucím Jannsenově zdraví. 1. prosince 1880 ochrnul a ztratil řeč, což znamenalo konec jeho literární i publicistické činnosti i vyřazení z veřejného života. Díky lékařskému umění Dr. Gustava Hirsche se mu sice řeč postupně vrátila, zdravotní stav mu však už nedovolil žádnou práci. Po několika letech strávených v Tallinnu v péči své dcery a zetě se roku 1889 vrátil do Tartu. Oslavy jeho 70. narozenin mu opět vrátily pocit uznání — byl zasypán pozdravy a výrazy uznání od obrozenců i prostých lidí z celého Estonska.
13. června 1890 umírá Johann Voldemar Jannsen ve svém domě v Tartu. Za účasti velikého množství truchlících ze všech koutů Estonska je pak pohřben na tarbatském Mariánském hřbitově.

## Citáty
„Styďme se, že jsme hloupí, ale nestyďme se, že jsme Estonci!“